# Cantonul Nîmes-4
Cantonul Nîmes-4 este un canton din arondismentul Nîmes, departamentul Gard, regiunea Languedoc-Roussillon, Franța.

## Comune
- Nîmes (parțial)

Cantonul omvat de volgende wijken van Nîmes:
- Ecusson (Partie Sud)
- Les Arènes
- Feuchères
- Mont Duplan
- Gare
- Le Creux des Canards
- La Tour-l'Evêque
- Les Marronniers
- Cité des Espagnols